# Futbol'nyj Klub Volyn' 2012-2013
Questa voce raccoglie le informazioni riguardanti il Futbol'nyj Klub Volyn' nelle competizioni ufficiali della stagione 2012-2013.

## Rosa
| N. |                               | Ruolo | Calciatore        |
| -- | ----------------------------- | ----- | ----------------- |
| 1  | Ucraina (bandiera)            | P     | Maksym Startsev   |
| 2  | Nigeria (bandiera)            | A     | Abayomi Owonikoko |
| 3  | Ucraina (bandiera)            | D     | Serhiy Siminin    |
| 4  | Bulgaria (bandiera)           | D     | Valentin Iliev    |
| 5  | Bulgaria (bandiera)           | D     | Petăr Zanev       |
| 6  | Macedonia del Nord (bandiera) | D     | Vanče Šikov       |
| 7  | Brasile (bandiera)            | A     | Thiago Schumacher |
| 8  | Ucraina (bandiera)            | C     | Ihor Skoba        |
| 10 | Romania (bandiera)            | C     | Eric Bicfalvi     |
| 11 | Macedonia del Nord (bandiera) | A     | Dušan Savić       |
| 14 | Slovacchia (bandiera)         | D     | Ján Maslo         |
| 15 | Ucraina (bandiera)            | D     | Oleh Shandruk     |

| N. |                     | Ruolo | Calciatore         |
| -- | ------------------- | ----- | ------------------ |
| 17 | Ucraina (bandiera)  | A     | Jevhen Pavlov      |
| 18 | Ucraina (bandiera)  | C     | Vitalij Pryndeta   |
| 19 | Ucraina (bandiera)  | A     | Oleksij Babyr      |
| 24 | Romania (bandiera)  | D     | Silviu Izvoranu    |
| 29 | Ucraina (bandiera)  | C     | Yaroslav Kinash    |
| 31 | Svizzera (bandiera) | A     | Danijel Subotić    |
| 35 | Serbia (bandiera)   | C     | Saša Stević        |
| 38 | Ucraina (bandiera)  | D     | Oleksandr Nasonov  |
| 42 | Ucraina (bandiera)  | P     | Vitaliy Nedilko    |
| 78 | Ucraina (bandiera)  | P     | Serhiy Lytovchenko |
| 89 | Brasile (bandiera)  | C     | Ramon Lopes        |
| 90 | Ucraina (bandiera)  | C     | Serhiy Pylypchuk   |